# あんしんネット21
株式会社あんしんネット21（あんしんネットにじゅういち）は、愛知県名古屋市中村区に本社を置く、つばめタクシーグループに属するタクシー事業者であり、同グループが展開する介護事業を行う5社のうちの1社である。
2000年に南星交通と都市交通名古屋が合併して商号変更し、現社名となった。

## 営業所
- 本社営業所（旧・南星交通）：愛知県名古屋市中村区畑江通3丁目2番地1
- 中川営業所（旧・南星交通）：愛知県名古屋市中川区馬手町1丁目89番地
- 守山営業所（旧・都市交通名古屋）：愛知県名古屋市守山区金屋2丁目388番地

## 介護事業における担当エリア
名古屋地区における介護事業の主たる事務所は、本社ではなく守山営業所にある。岐阜地区の介護事業はつばめ自動車岐阜支社が行う。
- 千種区
- 北区
- 西区
- 中村区
- 中区の一部
- 中川区 - 中川運河以東はナショナル交通も担当。
- 港区 - 中川運河以東はナショナル交通も一部担当。堀川以東はナショナル交通とあんしんネットなごやも一部担当。
- 名東区の一部
- 守山区
- 尾張旭市 - 一部はあんしんネットあいちも担当。
- 北名古屋市
- 清須市
- あま市
- 弥富市
- 愛西市
- 海部郡
- 西春日井郡